# Andestinamoe
De Andestinamoe (Nothoprocta pentlandii) is een vogel die tot de orde van de tinamoes (Tinamiformes) behoort.

## Beschrijving
De andestinamoe kan 27 cm groot worden. Zijn verenkleed is overwegend grijs en olijfbruin, met witte en zwarte markeringen. Hij heeft gele poten.

## Leefwijze
Het is een schuwe vogel die zich dicht bij rotsen en bodemvegetatie verscholen houdt. Hij leeft vooral van vruchten en zaden, maar eet soms ook insectenlarven, gerst en aardappelen.

## Voortplanting
Het mannetje bouwt een nest en paart met meerdere vrouwtjes. De vrouwtjes leggen elk ongeveer 12 tot 15 eieren die door het mannetje uitgebroed worden. Het mannetje zorgt ook voor de jongen.

## Verspreiding en leefgebied
De soort komt voor in de Andes in Zuid-Amerika en telt acht ondersoorten:
- N. p. ambigua: zuidelijk Ecuador en noordwestelijk Peru.
- N. p. niethammeri: het westelijke deel van Centraal-Peru.
- N. p. oustaleti: centraal en zuidelijk Peru.
- N. p. fulvescens: zuidoostelijk Peru.
- N. p. pentlandii: westelijk Bolivia, noordwestelijk Argentinië en noordelijk Chili.
- N. p. patriciae: noordwestelijk Argentinië
- N. p. mendozae: het westelijk deel van Centraal-Argentinië.
- N. p. doeringi: Centraal-Argentinië.